# کی بی. برت
کاترین «کی» بران برت (انگلیسی: Katharine "Kay" Brown Barrett؛ ۷ دسامبر ۱۹۰۲ – ۱۸ ژانویهٔ ۱۹۹۵) مأمور استعدادیاب هالیوود بود که در دههٔ ۱۹۳۰ آغاز به کار کرد. او بیشتر به خاطر معرفی رمان بربادرفته به دیوید او. سلزنیک (که برت برای او کار می‌کرد) در سال ۱۹۳۶ مشهور است. او سابقه طولانی به‌عنوان نماینده و استعدادیاب با ام‌سی‌ای کورپوریشن داشت.